# 세계 (타로)

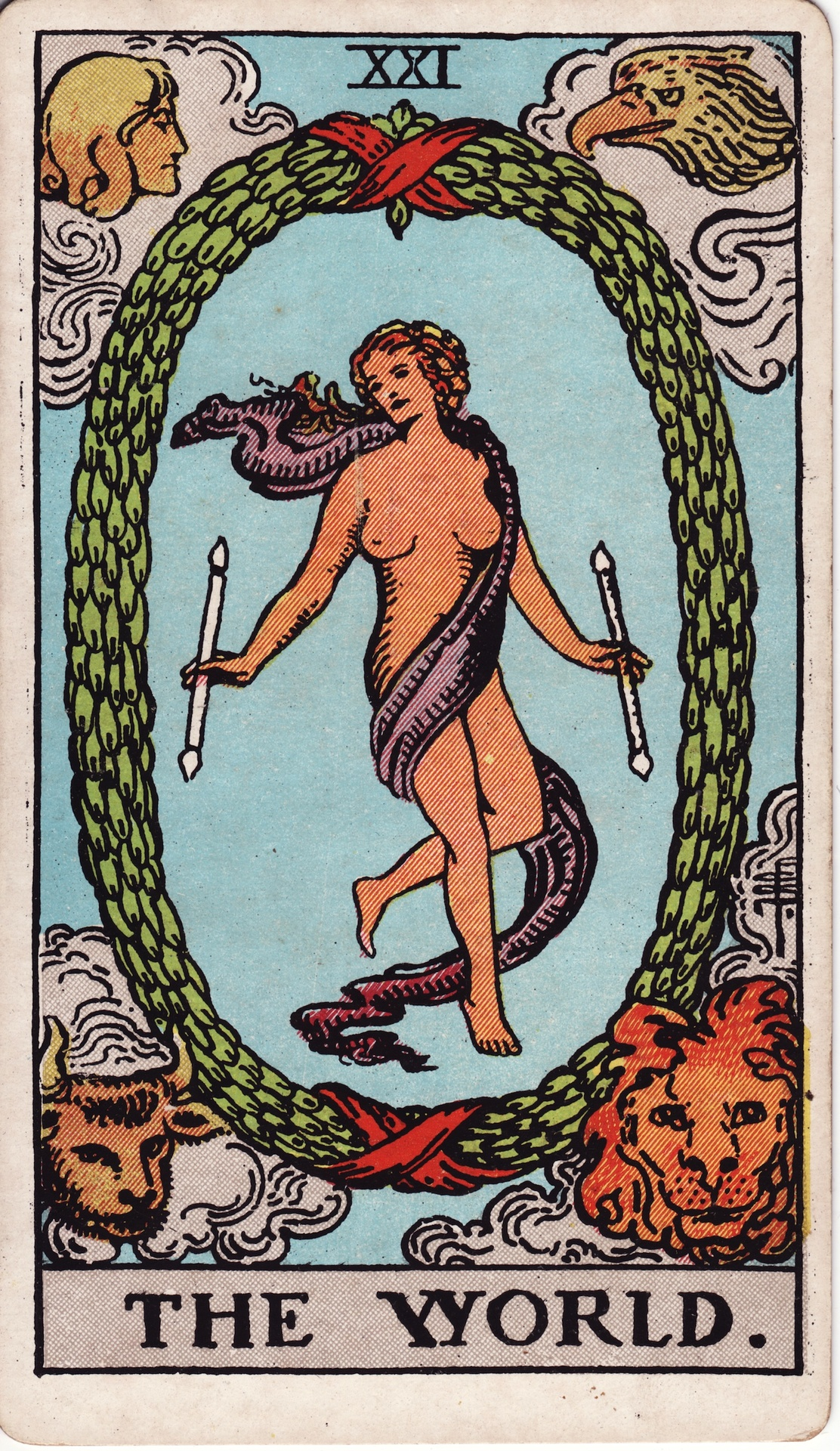
웨이트판 타로의 세계

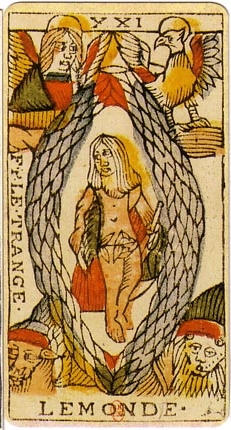
마르세유판 타로의 세계

세계 (世界, 프랑스어: Le Monde)는 타로의 메이저 아르카나에 속하는 카드의 1매다. 우주 (宇宙)라는 의미도 포함한다. 카드 번호는 21.

## 카드의 의미
정위치의 의미
새로운 시작(여정의 준비), 통합, 완성(completion), 조화(harmony), 실현, 성취(fulfillment).
역위치의 의미
미완성, 임계점, 조화의 붕괴.
아서 에드워드 웨이트의 타로 도해의 해설에서는 완성·약속된 성공·여행을 의미한다고 여겨진다.

## 카발라와의 관계
히브리 문자는 타브 (ת), 다만 복수의 이설이 있다. 

## 점성술과의 대응
아래와 같이 여러 가지 설이 있다.
- 별자리：거해궁설, 사자궁설, 천헐궁설, 쌍어궁설
- 행성：태양설, 목성설, 토성설[1], 해왕성설, 태양+목성설[2]
- 특정의 별자리가 아니고 황도 12궁의 전체에 해당한다는 설이나, 4원소 중 땅의 원소라는 설도 있다.

## 우화의 해석
이 세계는 일련의 대 아르카나의 끝에 위치하는 것에서 가장 중요시하는 주해자도 많아 다른 카드에 비해 그 해석은 주해자마다 천차만별이다. 카드의 구도는 월계수으로 만들어진 고리와 그 중앙에 그려진 한 사람과 그 밖을 4원소를 상징하는 천사 = 공기, 독수리 = 물, 소 = 흙, 사자 = 불이 둘러싼다. 22매의 메이저 아르카나 중에서 달과 같이 웨이트가 카드의 구도를 크게 변경하지 않았던 것 중 한 장이다.

### 여성설
중심으로 그려진 인물을 여성이라고 보는 것은 중세 (타로가 발상한 것으로 알려진 시대)에서 현대에 이르기까지 많은 타로 카드에서 채용되어 온 해석이다. 또 이 여성을 운명의 여신 포르투나와 관련지어 해석하는 설도 존재한다.

### 남성설
이 천사·독수리·소·사자는 각각 4 복음서 또는 복음기자의 상징이며, 천사 = 마태오, 독수리 = 요한, 소 = 루가, 사자 = 마르코다. 이 4개의 상징은 사각형의 네 귀퉁이에 배치되어 중심의 인물을 지켜보는 것처럼 그려진다.

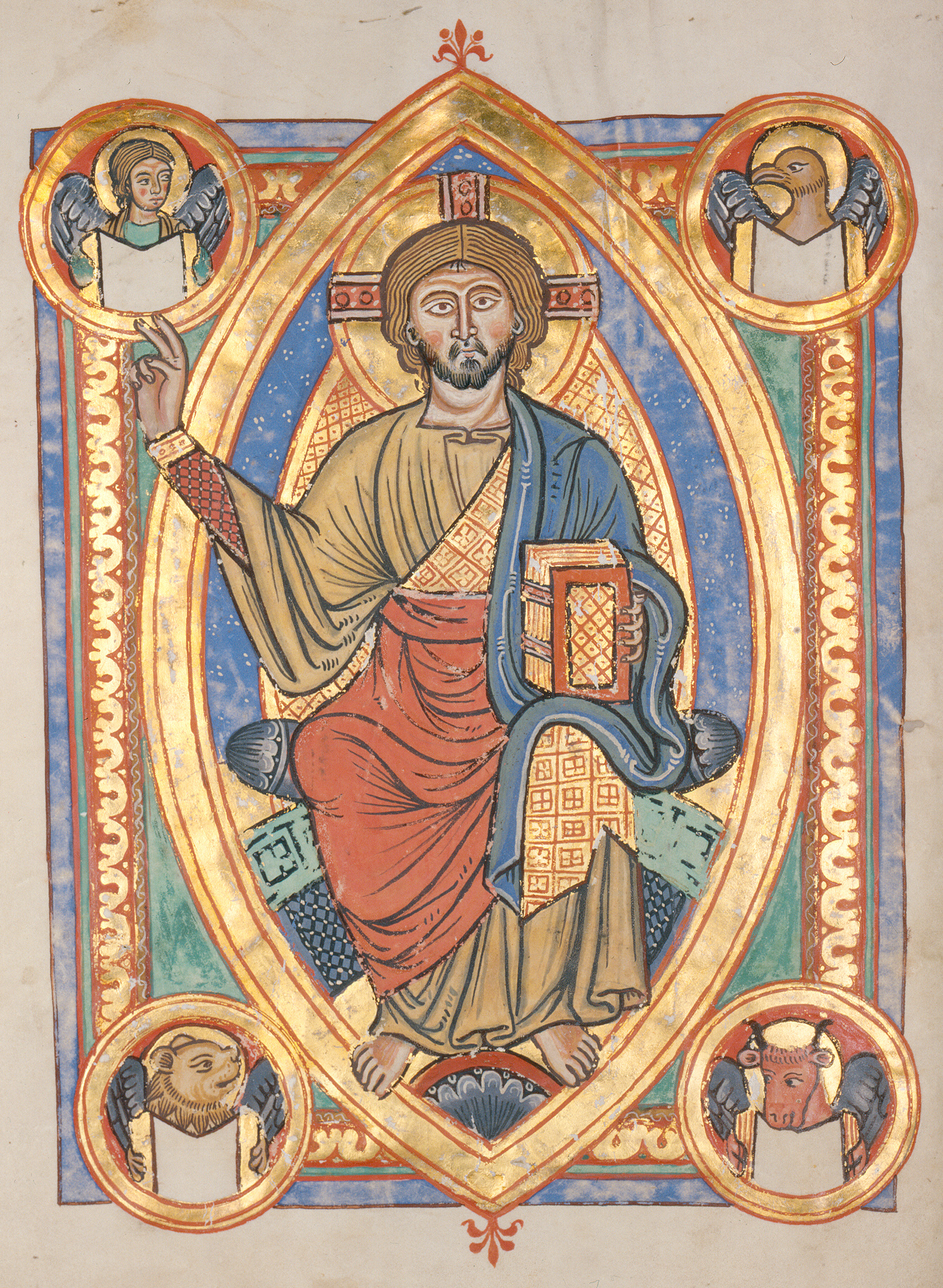
중심으로 예수가 자리잡아 사방을 복음기자의 상징이 둘러싸고 있다.

왼쪽 그림은 그리스도의 승리라고 제목된 그림 (만다라)이다. 이 그림의 중심으로는 성서를 가지고 간 예수가 자리잡아 사방으로는 그 위치야말로 세계와 같은 모티프를 확인할 수 있다. 이것이 마르세유판의 모델이 되었다고 주장하는 주해자도 적지 않다. 즉 세계에 그려진 인물은 당초에는 그리스도, 즉 남성인 것이 후에 어떠한 형태로 여성 또는 여성적인 모티프로 바뀌어 갔다는 설이다. 이 설을 증명하는 것으로서 17세기 중반의 파리에서 디자인된 타로의 세계에는 남성이 그려진 것이 존재한다.

### 남녀한몸설
그 밖에 이 인물은 남녀한몸 혹은 신인합일이라는 설도 존재한다. 즉 일련의 대 아르카나의 마지막에 위치하는 카드는 남성·여성의 어느 쪽에도 치우치는 일 없이 궁극적으로 완벽한 존재로서 취급해야 하는 것이며 소유 대립물의 완전한 통합에 이르는 목표로서 가장 적당하다고 생각하는 설이다. 인물을 둘러싸는 아몬드 형태의 식물은 알·자궁을 나타내고 아래의 리본과 아울러 ∞을 나타내고 있다. 그리고 그 (또는 그녀)는 중앙에서 한쪽 발을 올려 춤추는 것처럼 보인다. 그러나 그 모습에서는 약동을 감지할 수 없다. 이것이 나타내는 것은 영원 속에서 움직임이 없는 춤을 계속 추는 완전 통합을 완수한 완전 존재가 내적으로도 외적으로도 탄생한 순간이다. 이후 그 (또는 그녀)는 새로운 목적을 향해서 여행을 떠날 수 있도록 다시 원래의 장소에서 재시작을 한다는 해석도 있다. 이 설에 의한 세계는 끝이면서 시작이다. 즉 모든 일에는 끝은 존재하지 않고 윤회전생을 반복하는 것으로 한없이 끝으로 다가가는 것이 중요하다고 암시한다.

## 참고 문헌
- 사리 니컬스『융과 타로』ISBN 4-7835-1183-7
- 리즈미 류이치『타로 대전』ISBN 4-3140-0964-0
- 알프레드 더글라스『타로』ISBN 4-3092-2428-8
- 필립 카모원『카모원 타로 해설서』ISBN 4-0540-1522-0
- 이노우에 노리코『타로 해석 실천 사전-대우주의 신비와 소우주의 비공개 종교의식』ISBN 4-3360-4259-4